# Prix Gémeaux de la meilleure équipe de reportage
Le prix Gémeaux de la meilleure équipe de reportage est une récompense télévisuelle remise par l'Académie canadienne du cinéma et de la télévision entre 1992 et 1997.

## Lauréats
- 1992 - Joe Cancilla, François Laliberté, André Lavoie, Patrice Roy, Les enfants de la rue
- 1993 - Georges Amar, Jean-François Lépine, Ofir Moradov, Shlomo Moradov, Jérusalem, ville trois fois sainte
- 1994 - Jacques Durand, François Laliberté, André Lavoie, Frank Mannino, Françoise Stanton, Le cercle d’influence
- 1995 - Patrice Massenet, Raymond Saint-Pierre, Jean-Jacques Simon, Le retour des Tutsis
- 1996 - Mehmet Aksin, Farid Barsoum, Céline Galipeau, Irina Vesselova, Tchéchénie
- 1997 - Eric Falaizeau, Paule Robitaille, Les nouveaux goulags